# Colastes polypori
Colastes polypori är en stekelart som beskrevs av Mason 1968. Colastes polypori ingår i släktet Colastes och familjen bracksteklar. Inga underarter finns listade i Catalogue of Life.